# Anseranas semipalmata

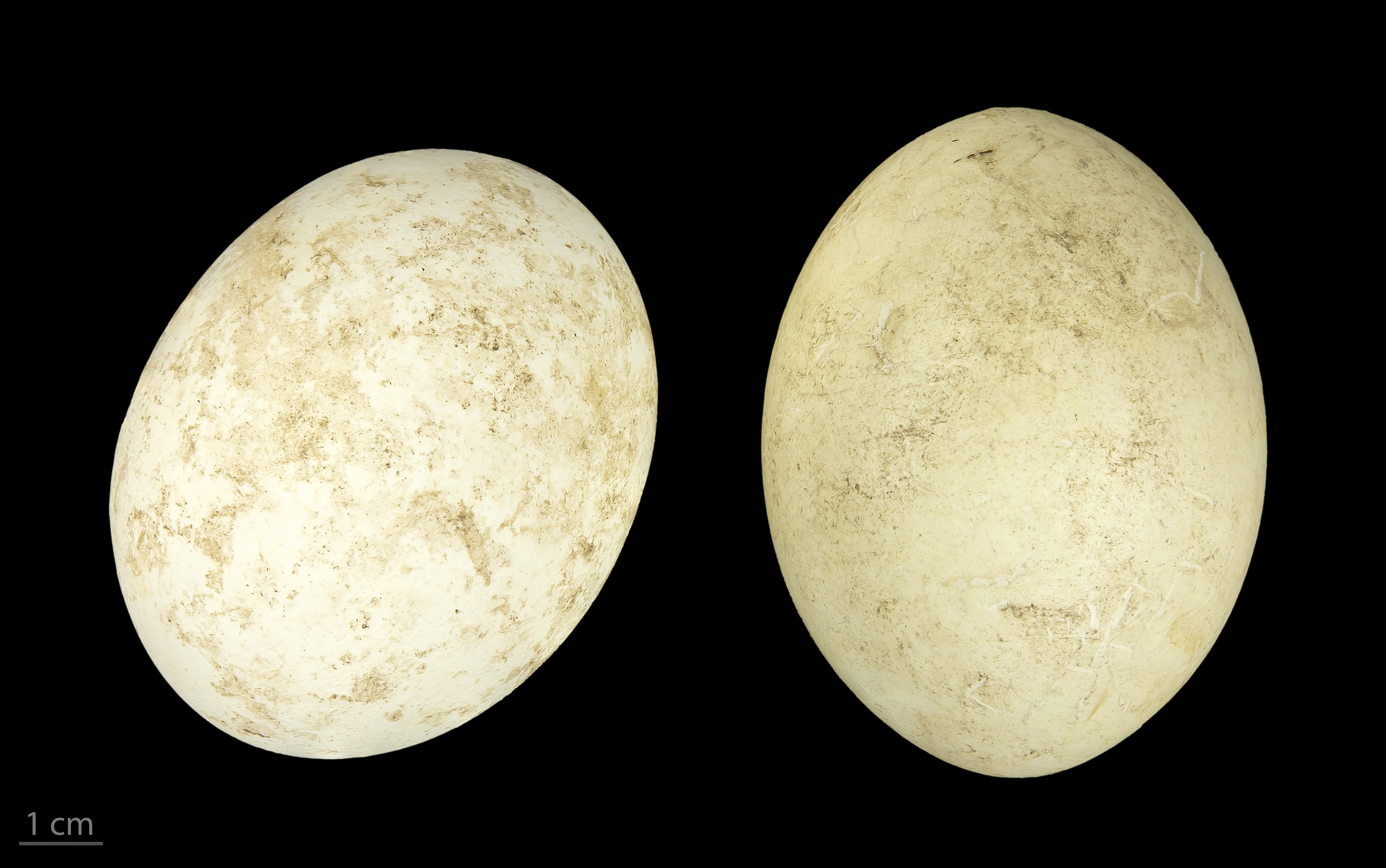
Anseranas semipalmata

L'oca gazza (Anseranas semipalmata Latham, 1798) è l'unica specie vivente della famiglia degli Anseranatidi (Anseranatidae) e del genere Anseranas Lesson, 1828. Il nome latino del genere, tradotto letteralmente, significa «oca anatra»: in realtà l'oca gazza non è né un'oca, né un'anatra. Il nome della specie, semipalmata, si riferisce a una delle sue caratteristiche più vistose, e cioè al fatto che le membrane natatorie sono alquanto ridotte e collegano in pratica la sola radice delle dita. Altra peculiarità della specie è l'alluce molto lungo ed inserito allo stesso livello delle altre dita del piede.

## Distribuzione e habitat
Le oche gazza abitano esclusivamente i territori paludosi della Nuova Guinea meridionale, dell'Australia settentrionale, orientale e meridionale e della Tasmania.

## Descrizione
L'oca gazza è lunga 85 cm; la colorazione bianca e nera della livrea è uguale sia nei maschi sia nelle femmine, e la muta delle remiganti (a differenza degli Anatidi) si effettua in fasi successive, consentendo agli uccelli la continua possibilità di alzarsi in volo. Altrettanto singolare è la presenza di un rigonfiamento osseo sulla sommità del capo. Come nella maggior parte dei cigni, anche nelle oche gazza la trachea è molto lunga e forma delle anse che si sviluppano nella parte sinistra della regione pettorale, tra la pelle e la muscolatura (nei cigni poggiano invece sullo sterno). Nei maschi queste anse raggiungono una lunghezza di 150 cm; nelle femmine sono meno sviluppate, ma in ogni caso rendono più robusta la voce, che sembra uno stridulo strillo di tromba.

## Biologia
Le oche gazza vivono in gruppi e stanno di preferenza sugli alberi; possono mantenersi in perfetto equilibrio anche sui più sottili rami grazie alla lunghezza del dito posteriore. La loro alimentazione è costituita da erbe, frutti di piante acquatiche e terrestri, e in taluni casi da tuberi che scavano nel terreno fangoso. Ogni covata è composta da un numero di uova variabile da 5 a 14; esse sono deposte in un nido eretto sul fango, e vengono incubate alternativamente dal maschio e dalla femmina per 35 giorni.

## Conservazione
Questa specie è ancora largamente diffusa in tutto il suo areale, sebbene quest'ultimo si sia piuttosto ridotto dopo l'arrivo dei primi coloni europei. In passato l'oca gazza si spingeva a sud fino alla regione di Coorong e alle aree umide del sud-est dell'Australia Meridionale e del Victoria occidentale. Tuttavia la specie non è minacciata e quando il numero degli esemplari diviene troppo elevato vengono organizzate apposite battute di caccia per tenerne sotto controllo il numero. Gran parte delle popolazioni meridionali, però, sono scomparse intorno alla metà del XX secolo a causa della caccia e della distruzione dell'habitat. In alcune aree, come la laguna di Bool, tra Penola e Naracoorte, questa specie è stata reintrodotta. Nelle regioni settentrionali, invece, la popolazione ha raggiunto un livello tale da poterne consentire di nuovo la caccia regolamentata.